# Bigodini - Il gioco che non fa una piega
Bigodini - Il gioco che non fa una piega è stato un programma televisivo italiano condotto da Max Novaresi e la partecipazione del duo Gretel & Gretel (Francesca Zanni e Michela Andreozzi). Si trattava di un quiz a premi, con domande basate sul gossip a proposito di VIP italiani e internazionali.

## Storia
La prima puntata, trasmessa il 3 aprile 2000 fu seguita da 1.311.000 spettatori, con uno share del 7,52%.
Il programma andava in onda dal lunedì al venerdì alle ore 13. Dal 10 al 29 luglio 2000 Bigodini fu temporaneamente promosso all'access prime time (dalle 20:00 alle 20:40), in sostituzione di Sarabanda. Dopo la pausa estiva, il programma riprese il 4 settembre con una formula parzialmente rinnovata, e terminò il 30 dicembre. Vennero in tutto mandate in onda circa 200 puntate.

## Il programma
Lo studio di Bigodini - Il gioco che non fa una piega aveva una scenografia che rimandava al salone di un parrucchiere, tipico luogo da gossip. A ogni puntata partecipavano quattro concorrenti, che si sfidavano in un quiz suddiviso in tre manches eliminatorie:
- La messa in piega: i concorrenti dovevano rispondere a domande basate sul gossip, ciascuna delle quali aveva tre opzioni di risposta; a ogni risposta esatta si guadagnava un punto. Alla fine della manche, il concorrente col punteggio più basso veniva eliminato.
- Senti chi sparla: questa manche prevedeva due brevi sketch in cui le Gretel&Gretel interpretavano due personaggi (molti dei quali divennero ricorrenti) che spettegolavano a proposito di un/una VIP. I due concorrenti che indovinavano il nome del VIP passavano alla manche finale.
- A colpi di phon: in quest’ultima manche i due finalisti rispondevano a otto domande con tre opzioni di risposta; veniva poi reso noto quante risposte esatte avesse dato ciascun concorrente, senza specificare quali risposte fossero esatte e quali errate: chi dava il minor numero di risposte esatte veniva eliminato. L'ultimo concorrente rimasto aveva 30 secondi di tempo per provare a correggere le risposte sbagliate: se riusciva a dare otto risposte corrette, vinceva il montepremi della puntata. In ogni caso il concorrente tornava come campione nella puntata successiva.

Nella seconda edizione fu introdotto un nuovo gioco, il Tabellone, in sostituzione de La messa in piega: in realtà i due giochi differivano solo per il fatto che i concorrenti avessero la possibilità di scegliere il tema su cui rispondere tra le opzioni presenti in bacheca.
Il montepremi partiva dalla cifra di 3 milioni di lire; se non veniva vinto, alla puntata successiva aumentava di 100.000 lire. Ogni volta che un concorrente veniva eliminato, le Gretel&Gretel lo accompagnavano fuori dallo studio improvvisando siparietti comici sulle note di E salutala per me di Raffaella Carrà.